# Килкени
Килкени (енгл. Kilkenny, ир. Cill Chainnigh) је значајан град у Републици Ирској, у средишњем делу државе. Град је седиште истоименог округа Килкени.
Иако Килкени поседује краљевску повељу енглеске круне из 1609. г., којом су граду дата градска права, град нема управне повластице као други (много већи) велеградови у држави. Стога се он данас сматра градом-општином, па је и градска управа тако устројена.

## Природни услови
Град Килкени се налази у средишњем делу ирског острва и Републике Ирске и припада покрајини Ленстер. Град је удаљен 120 километара југозападно од Даблина. 
Рељеф: Килкени је смештен у бреговитом подручју средишње Ирске. Надморска висина средишњег дела града је око 50 метара.
Клима: Клима у Килкенију је умерено континентална са изразитим утицајем Атлантика и Голфске струје. Стога град одликује блага и веома променљива клима. Годишња количина падавина је око 820 мм/м².
Воде: Килкени се налази на реци Нор, која дели град на западни и источни део.

## Историја
Подручје Килкенија било насељено већ у време праисторије. Прво насеље забележено је у 6. веку, као црквено седиште посвећено св. Кенису. Све до 10. века на датом месту је постојао само манастир. Дато насеље је освојено од стране енглеских Нормана у крајем 12. века. Уз манастир је изграђен војводски замак, а постепено се око обе грађевине образује трговачко насеље. 1609. г. насеље је добило градска права.
Током 16. и 17. века Килкени је учествовао у бурним временима око борби за власт над Енглеском. Ово је оштетило градску привреду. Међутим, прави суноврат привреде града десио се средином 19. века у време ирске глади.
Килкени је од 1921. г. у саставу Републике Ирске, али је током ослобођења био веома разорен, па је изгубио пола градског становништва. Опоравак града започео је тек последњих деценија, када је Килкени поново забележио нагли развој и раст.

## Становништво
Према последњим проценама из 2011. г. Килкени је имао свега 8,6 хиљада становника у граду и преко 22 хиљада у широј градској зони, што је незнатно више него пре једног века. Последњих година број становника у граду се нагло повећава.

## Привреда
Килкени је био традиционално индустријско и трговачко средиште. Последњих деценија градска привреда се махом заснива на пословању, трговини и услугама. Такође, последњих година туризам постаје све важнија делатност у граду.

## Збирка слика
- Градско приобаље
- Саборна црква града Килкенија
- Замак Килкени
- Старе трговачке куће